# 上越市立歴史博物館
上越市立歴史博物館（じょうえつしりつ れきしはくぶつかん）は、新潟県上越市の高田城址公園にある博物館である。建築家吉田五十八が設計した国の登録有形文化財小林古径邸に隣接している。

## 概要
高田市制60周年記念事業の一環として計画された。建設中に高田市と直江津市が合併して上越市になったため、1972年（昭和47年）4月5日に上越市立総合博物館として開館した。 1992年（平成4年）4月27日に上越市がスキー発祥の地金谷山に「日本スキー発祥記念館」を別にオープンしたことから、スキーに関する資料はスキー発祥記念館に移管された。 2000年（平成12年）7月から収蔵庫および展示室等を増床する増改築工事を実施し、2001年（平成13年）9月29日にリニューアルオープン、2004年（平成16年）4月からは小林古径記念美術館と施設を共有して運営していた。館内には、休憩スペース、図書コーナー、ラウンジがある。 上越地方の歴史･民俗資料のほか、郷土ゆかりの美術作品を収集し、年4、5回の企画展が行われるほか、歴史や美術をテーマとした特別展が開催されている。
2016年（平成28年）11月から増改築工事の為休館し、2018年（平成30年）7月21日、小林古径記念美術館と施設を分離し、上越市立歴史博物館としてリニューアルオープンした。
なお、小林古径記念美術館は、小林古径邸敷地内への移転の上、2020年（令和2年）10月3日に新築開館した。

## 主な収蔵品

### 考古部門
上越地方の縄文時代から近世の出土品を収蔵している。
- 森成麟造考古資料コレクション
- 北塚出土品（上越市指定文化財）
- 名立沖海揚がり珠洲焼

### 歴史部門
上越地方の中・近世の資料を中心に収蔵している。
- 上杉謙信書状
- 川上善兵衛関係資料
- スキー関係写真資料

### 民俗部門
雪国の生活風土から生まれた「大持橇（だいもちぞり）」などの雪上運搬具や「かんじき」「箱下駄（雪下駄）」などの雪中歩行具を中心に、衣食住に関する資料を収蔵している。
- 高田瞽女（ごぜ）関係資料
- 五智国分寺三重塔用材運搬大持橇
- 一本橇
- シンボ凧（伝牧野角馬作）

### 美術部門
上越市ゆかりの作家の作品を収蔵している。
- 牧野虎雄《牡丹画讃》
- 富岡惣一郎《雪 信濃川》
- 斎藤俊雄《妙高山》《秋》《住宅街》《七面鳥》《夜明け》《渓谷》《台所》《農家の台所風景》《昼休み》《歩き初め》
- 斎藤真一《西頸城の瞽女『越後瞽女日記』》
- 濱谷浩《雪国》《裏日本》
- 瀧川毘堂《つめ》《杉本キクイ首像》《角に立つごぜ像》《良寛》《上杉謙信公立像》《親鸞聖人立像》《恵信尼公レリーフ》
- 東洋越陳人
- 横尾深林人
- 楊洲周延 《流鏑馬図》《徳川時代行軍図》《月に兎図》《蛍宿梅之図》《月の出に鶴図》《文殊菩薩図》《鶏合図》《地獄太夫図》

### 工芸部門
- エミール・ガレガラス工房作品25点
- 内田邦夫クラフトコレクション

## 入館料・開館時間等
「上越市立歴史博物館：ご利用案内」を参照。

## アクセス
高田城址公園内にあり、同じく園内に立地する小林古径邸に隣接している。アクセス方法の詳細は高田城址公園#アクセスを参照。